# Coronilla libo
Coronilla libo är en spindelart som beskrevs av Wang 2003. Coronilla libo ingår i släktet Coronilla och familjen mörkerspindlar. Inga underarter finns listade i Catalogue of Life.